# BBC Radio 6 Music

Logo

BBC Radio 6 Music, nota come BBC 6 Music dal 2002 all'aprile 2011, è un'emittente radiofonica di proprietà del gruppo BBC, lanciata l'11 marzo 2002 e disponibile in diffusione audio digitale, in streaming su Internet, via digitale terrestre e via satellite sul satellite Astra 2B in alcuni stati dell'Europa settentrionale.
Con un palinsesto incentrato sull'indie rock e il classic rock, ma aperto anche a punk, jazz, funk e hip-hop, spesso è identificata come la "sorella" di BBC Radio 2, dato che condivide vari speaker e disc jockey con BBC Radio 1 e BBC Radio 2.

## Loghi

2002 - 2007
2007 - 2022
In uso dal 2022

## Presentatori e programmi

### Fascia mattutina
lunedì-giovedì
- Chris Hawkins
- Shaun Keaveny
- Lauren Laverne
- Mark Radcliffe
- Stuart Maconie
- Steve Lamacq
- Iggy Pop

venerdì-domenica
- Mary Anne Hobbs
- Huey Morgan
- Liz Kershaw
- Gilles Peterson
- Cerys Matthews
- Matt Everitt
- Guy Garvey
- Jarvis Cocker

### Fascia notturna
lunedì-giovedì
- Marc Riley
- Gideon Coe
- Tom Ravenscroft
- Tom Robinson

venerdì-domenica
- Nemone
- Craig Charles
- Don Letts
- Tom Robinson

### Ex conduttori
- Richard Bacon
- Vicki Blight
- Edith Bowman
- Russell Brand, Matt Morgan e Trevor Lock
- Adam Buxton
- Jen Brister
- Nick Conrad
- Joe Cornish
- Gary Crowley
- Natasha Desborough
- Bruce Dickinson
- Bob Dylan – Theme Time Radio Hour
- Brinsley Forde – Lively Up Yourself, Dub Bashment
- Jane Gazzo – Jane Gazzo's Dream Ticket
- Jo Good
- Clare Grogan
- Bob Harris
- Richard Herring
- Jon Holmes
- Russell Howard
- Sean Hughes
- Suggs
- Hamish & Andy

- Iyare Igiehon
- Phill Jupitus
- Phil Kennedy
- George Lamb
- Janice Long – Dream Ticket
- Clare McDonnell
- Danny Wallace
- Stephen Merchant
- Jayne Middlemiss
- Tracey MacLeod – My Life in CD
- Vic McGlynn
- Pete Mitchell
- Pete Paphides – Vinyl Revival
- Dave Pearce
- Paul Weller
- Eddie Piller
- Queens of Noize
- Anita Rani
- Jon Richardson
- Sean Rowley
- Miranda Sawyer – 6 Degrees of...
- Peter Serafinowicz
- Bradley Wiggins